# François Villon-szobor
A François Villon-szobor a hollandiai Utrechtben, a dóm mellett áll.

## A szobor
François Villont köpenyben, kezével csípőjén, jobbjában papírtekerccsel ábrázolta Marius van Beek holland szobrász. A talapzat gránitból, Villon alakja bronzból készült. Az 1963-ban átadott alkotást a költőnek az a portréja inspirálta, amely műveinek legrégebbi, 1489-es kiadásaiban látható.